# Hertha BSC

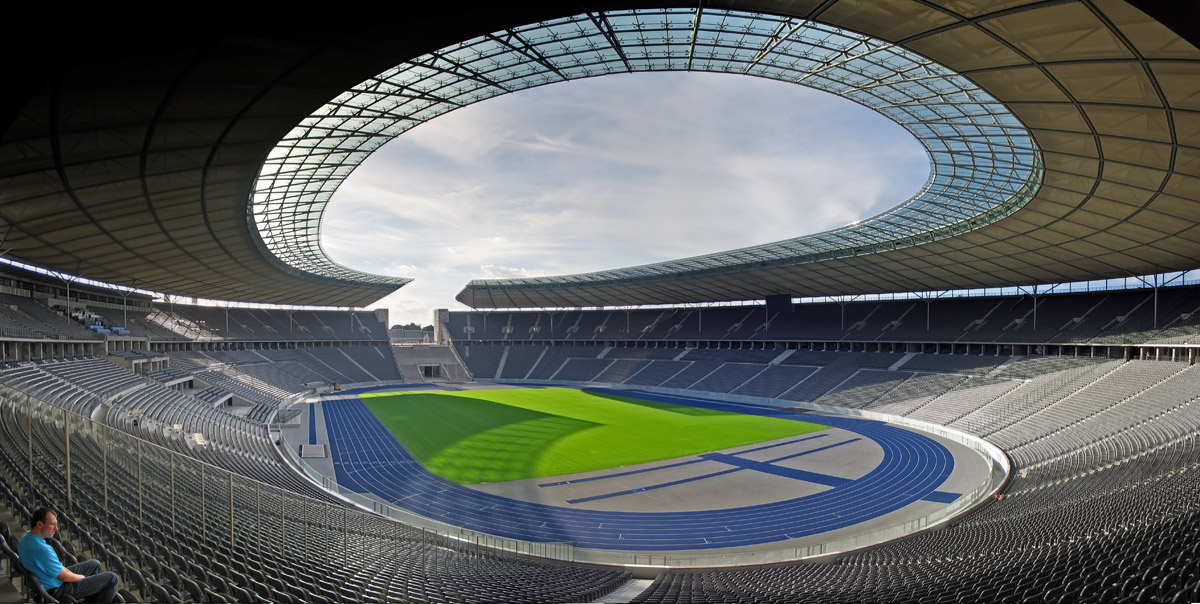
Stadion Olimpijski

Hertha, Berliner Sport-Club – niemiecki klub piłkarski z siedzibą w Berlinie. Został założony 25 lipca 1892.

## Historia
Klub został założony w 1892 r. jako BFC Hertha 92, biorąc swoją nazwę od parowca. Klub radził sobie nieźle, lecz na początku lat dwudziestych popadł w tarapaty finansowe. Połączył się wtedy z innym klubem z Berlina Berliner Sport-Club i występował jako Hertha BSCer Sport Club. Między 1926 a 1931 r. klub sześciokrotnie dochodził do finału rozgrywek o mistrzostwo Niemiec, ale mistrzostwo wygrał tylko dwa razy (1930 i 1931).
Po II wojnie światowej, klub odrodził się jako SC Gesundbrunnen, ponieważ alianci zakazali działalności wielu organizacji, w tym klubów sportowych. W 1949 r. klub zmienił nazwę na Hertha BSC. W 1963 r. klub był jednym z założycieli Bundesligi, ale po dwóch sezonach klub spadł z ligi. Powrócił do niej w 1968 r., ale w 1979 r. Hertha spadła z ligi na osiemnaście lat. W międzyczasie klub miał ponad 10 mln DM długu, ale został on uregulowany w wyniku sprzedaży nieruchomości klubu, jak i pozyskaniu nowego sponsora.
W 1997 r. Hertha BSC awansowała do Bundesligi. W sezonie 2008-2009 Hertha BSC zajęła 4. miejsce w 1. Bundeslidze i zakwalifikowała się do zreformowanej Ligi Europy. W sezonie 2009/2010 drużyna Herthy zajęła ostatnie 18. miejsce w rozgrywkach Bundesligi i została zdegradowana do 2. ligi niemieckiej. Jednak w 2011 roku wróciła do Bundesligi. W 2012 roku, po przegranych barażach z Fortuną Düsseldorf, ponownie spadła do 2. Bundesligi. Rok później, w sezonie 2012/2013 Hertha zwyciężyła w 2. Bundeslidze i awansowała ponownie do Bundesligi. Po 10 latach drużyna ze stolicy ponownie spadła na 2. szczebel rozgrywkowy.
Głównym sponsorem klubu jest Deutsche Bahn.

## Historia herbu

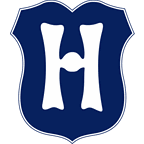
25.07.1892-07.08.1923
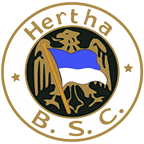
1931-1933
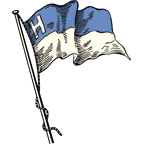
1933-31.07.1948
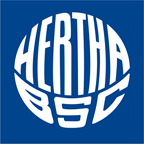
1960-1968
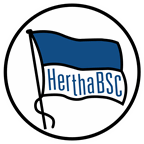
1968-1974
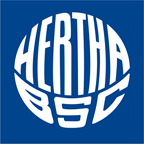
1974-1987
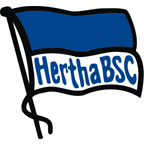
1987-1995
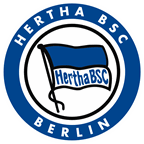
1995-2012
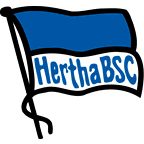
Od 2012

## Sukcesy
- Mistrzostwo Niemiec: 1930, 1931
- Mistrzostwo 2. Bundesligi: 1989, 2011, 2013
- Puchar Ligi: 2001, 2002

## Sezony (w XXI wieku)
| Sezon     | Liga          | Poziom | Miejsce w lidze | Uwagi                  |
| --------- | ------------- | ------ | --------------- | ---------------------- |
| 1999/2000 | Bundesliga    | I      | 6               |                        |
| 2000/2001 | Bundesliga    | I      | 5               |                        |
| 2001/2002 | Bundesliga    | I      | 4               |                        |
| 2002/2003 | Bundesliga    | I      | 5               |                        |
| 2003/2004 | Bundesliga    | I      | 12              |                        |
| 2004/2005 | Bundesliga    | I      | 4               |                        |
| 2005/2006 | Bundesliga    | I      | 6               |                        |
| 2006/2007 | Bundesliga    | I      | 10              |                        |
| 2007/2008 | Bundesliga    | I      | 10              |                        |
| 2008/2009 | Bundesliga    | I      | 4               |                        |
| 2009/2010 | Bundesliga    | I      | 18              |                        |
| 2010/2011 | 2. Bundesliga | II     | 1               |                        |
| 2011/2012 | Bundesliga    | I      | 16              | spadek po barażach     |
| 2012/2013 | 2. Bundesliga | II     | 1               |                        |
| 2013/2014 | Bundesliga    | I      | 11              |                        |
| 2014/2015 | Bundesliga    | I      | 15              |                        |
| 2015/2016 | Bundesliga    | I      | 7               |                        |
| 2016/2017 | Bundesliga    | I      | 6               |                        |
| 2017/2018 | Bundesliga    | I      | 10              |                        |
| 2018/2019 | Bundesliga    | I      | 11              |                        |
| 2019/2020 | Bundesliga    | I      | 10              |                        |
| 2020/2021 | Bundesliga    | I      | 14              |                        |
| 2021/2022 | Bundesliga    | I      | 16              | utrzymanie po barażach |
| 2022/2023 | Bundesliga    | I      | 18              |                        |
| 2023/2024 | 2. Bundesliga | II     | 9               |                        |
| 2024/2025 | 2. Bundesliga | II     | 11              |                        |

## Obecny skład
Aktualny na  1 lutego 2024.
| Nr | Poz. | Piłkarz               |
| -- | ---- | --------------------- |
| 1  | br   | Philip Sprint         |
| 2  | OB   | Peter Pekarik         |
| 3  | PO   | Boris Lum             |
| 5  | PO   | Andreas Bouchalakis   |
| 6  | OB   | Michał Karbownik      |
| 7  | NA   | Florian Niederlechner |
| 8  | PO   | Bilal Hussein         |
| 9  | NA   | Smail Prevljak        |

### Wypożyczeni
| Nr | Poz. | Piłkarz                                             |
| -- | ---- | --------------------------------------------------- |
|    | OB   | Omar Alderete (w Valencii do 30 czerwca 2022)       |
|    | PO   | Javairô Dilrosun (w Bordeaux do 30 czerwca 2022)    |
|    | PO   | Eduard Löwen (w VfL Bochum do 30 czerwca 2022)      |
|    | NA   | Dodi Lukebakio (w VfL Wolfsburg do 30 czerwca 2022) |

| Nr | Poz. | Piłkarz                                              |
| -- | ---- | ---------------------------------------------------- |
|    | PO   | Arne Maier (w Augsburgu do 30 czerwca 2022)          |
|    | NA   | Jessic Ngankam (w Greuther Fürth do 30 czerwca 2022) |
|    | NA   | Daishawn Redan (w PEC Zwolle do 30 czerwca 2022)     |
|    | NA   | Krzysztof Piątek (w Fiorentinie do 30 czerwca 2022)  |